# Deputowani do Løgtingu XXXVI kadencji (2019–2023)
Deputowani do Løgtingu (2019–2023) – lista 33 deputowanych do Parlamentu Wysp Owczych, wybranych w wyborach parlamentarnych 31 sierpnia 2019 roku.

## Prezydium
| Zdjęcie | Imię i nazwisko  | Funkcja               | Partia polityczna                   |
| ------- | ---------------- | --------------------- | ----------------------------------- |
|         | Jógvan á Lakjuni | Przewodniczący        | Farerska Partia Ludowa              |
|         | Johan Dahl       | 1. wiceprzewodniczący | Farerska Partia Unii                |
|         | Heðin Mortensen  | 2. wiceprzewodniczący | Farerska Partia Socjaldemokratyczna |
|         | Bjørt Samuelsen  | 3. wiceprzewodnicząca | Republika                           |

## Lista deputowanych
| Zdjęcie | Imię i nazwisko                   | Partia polityczna                   | Ilość uzyskanych głosów |
| ------- | --------------------------------- | ----------------------------------- | ----------------------- |
|         | Jørgen Niclasen                   | Farerska Partia Ludowa              | 724                     |
|         | Jacob Vestergaard                 | Farerska Partia Ludowa              | 779                     |
|         | Uni Rasmussen                     | Farerska Partia Ludowa              | 464                     |
|         | Jákup Mikkelsen                   | Farerska Partia Ludowa              | 549                     |
|         | Jógvan á Lakjuni                  | Farerska Partia Ludowa              | 680                     |
|         | Beinir Johannesen                 | Farerska Partia Ludowa              | 995                     |
|         | Elsebeth Mercedis Gunnleygsdóttur | Farerska Partia Ludowa              | 461                     |
|         | Christian Andreasen               | Farerska Partia Ludowa              | 583                     |
|         | Aksel V. Johannesen               | Farerska Partia Socjaldemokratyczna | 2327                    |
|         | Heðin Mortensen                   | Farerska Partia Socjaldemokratyczna | 425                     |
|         | Jóhannis Joensen                  | Farerska Partia Socjaldemokratyczna | 284                     |
|         | Bjarni Hammer                     | Farerska Partia Socjaldemokratyczna | 271                     |
|         | Djóni Nolsøe Joensen              | Farerska Partia Socjaldemokratyczna | 352                     |
|         | Henrik Old                        | Farerska Partia Socjaldemokratyczna | 443                     |
|         | Ingilín Didriksen Strøm           | Farerska Partia Socjaldemokratyczna | 543                     |
|         | Johan Dahl                        | Farerska Partia Unii                | 277                     |
|         | Kaj Leo Holm Johannesen           | Farerska Partia Unii                | 468                     |
|         | Bárður á Steig Nielsen            | Farerska Partia Unii                | 1220                    |
|         | Frimodt Rasmussen                 | Farerska Partia Unii                | 356                     |
|         | Magnus Rasmussen                  | Farerska Partia Unii                | 575                     |
|         | Rósa Samuelsen                    | Farerska Partia Unii                | 314                     |
|         | Helgi Abrahamsen                  | Farerska Partia Unii                | 498                     |
|         | Høgni Hoydal                      | Republika                           | 1209                    |
|         | Kristina Háfoss                   | Republika                           | 346                     |
|         | Beinta Løwe                       | Republika                           | 299                     |
|         | Hervør Pálsdóttir                 | Republika                           | 289                     |
|         | Bjørt Samuelsen                   | Republika                           | 406                     |
|         | Sirið Stenberg                    | Republika                           | 491                     |
|         | Bill Justinussen                  | Farerska Partia Centralna           | 371                     |
|         | Jenis av Rana                     | Farerska Partia Centralna           | 472                     |
|         | Poul Michelsen                    | Postęp                              | 265                     |
|         | Bjarni K. Petersen                | Postęp                              | 280                     |
|         | Kristin Michelsen                 | Nowa Niepodległość                  | 298                     |